# 李寶椿街 (巴士站)
李寶椿街（葡萄牙語：Rua de Lei Pou Ch'ôn）位於澳門花地瑪堂區的一個巴士站，位於台山李寶椿街。 澳巴27、30路線；新福利65路線途經該站。

## 沿革
- 1997年8月8日，在30路線開通服務時，本站同時投入服務。

## 歷史
- 1997年8月8日，為配合北區乘客需要及友誼大橋通車，澳葡政府批准設立30路線，本站同日設立。車頭膠牌／電牌則顯示為台山，其後電牌改為顯示李寶椿街。[1]

- 2016年8月29日，30X路線開設，以本站為終點站。[2]

- 2017年9月4日起，因關閘總站因颱風天鴿帶來的嚴重風暴潮破壞而停用，因此30X路線總站由本站改於關閘廣場。[3]

- 2019年8月17日，隨著青洲坊總站正式投入服務，30路線總站調整至青洲坊總站，本站則改為中途站。[4][5][6][7][8][9][10]

- 2022年8月3日18:00至5日，因關閘邊檢大樓受拱北口岸工程影響暫停通關，102路線臨時開設，新增停靠本站，分流原本經青茂口岸及關閘出入境的旅客前往港珠澳大橋通關。[11][12][13][14][15]

- 2023年12月2日，配合輕軌媽閣站即將啟用，5AX路線編號更改為65路線，新增停靠本站。[16][17]

## 路線資料
| 澳巴   | 27 | ↺ 青洲 青洲總站 | 望廈           | - 台山（巴波沙） - 關閘 - 祐漢（看台街、中心街） - 黑沙環（衛生中心、東方明珠、裕華） |
| 澳巴   | 30 | 青洲坊          | ↺ 氹仔中央公園 | - 關閘總站 - 祐漢（看台街、祐漢街市、麗華大廈） - 黑沙環（龍園、望廈、海濱、保利達） - 海灣花園及氹仔墳場 - 湖畔公園 - 氹仔舊城區（龍環葡韻、官也街、地堡街） - 澳門運動場 - 柯維納馬路（ 輕軌馬會站） - 星皓廣場 |
| 新福利 | 65 | ↺ 司打口        | 牧場街         | - 台山（巴波沙） |

## 鄰近公共運輸站
M8 巴波沙大馬路（Av. Artur de Tamagnini Barbosa）
路線：1、3、9、9A、10、25、27、29、34、65、101X、N1A

## 外部連結
- 新福利官方網站 （繁體中文） （页面存档备份，存于）
- 澳巴官方網站 （繁體中文） （页面存档备份，存于）